# 裂腹鱼亚科
裂腹鱼亚科（学名：Schizothoracinae）是鲤形目鲤科的一种鱼类。约有12属122种及亚种。

## 形态
裂腹鱼亚科的鱼类在肛门和臀鳍基部两侧各有一列特化的鳞片，称为臀鳞。大多数裂腹鱼类产卵时间集中在2-6月。

## 自然分布
裂腹鱼亚科自然分布区主要为中亚高山区及其周围相邻的一些地带。其最北缘为巴尔喀什湖盆地；最东侧为湖北省神农架香溪河上游龙口河；最西侧为伊朗北部沙赫鲁德河；此主要分布区的最南端为云南省双江县勐库镇。
裂腹鱼类的形成，可能是随着青藏高原的升高，由当地鲃亚科鱼类演化而成。至今这些鱼类仍只能生活适应于海拔高和水温低的山区及高原河湖内。
裂腹鱼亚科鱼类与条鳅科高原鳅属鱼类构成了青藏高原鱼类区系的主体。

## 分类
裂腹鱼亚科大约可分为12个属：
- 裂腹鱼属 Schizothorax
- 裂鲤属 Schizocypris
- 扁吻鱼属 Aspiorhynchus
- 重唇鱼属 Diptychus
- 叶须鱼属 Ptychobarbus
- 裸重唇鱼属 Gymnodiptychus
- 裸鲤属 Gymnocypris
- 尖裸鲤属 Oxygymnocypris
- 裸裂尻鱼属 Schizopygopsis
- 高原鱼属 Herzensteinia
- 黄河鱼属 Chuanchia
- 扁咽齿鱼属 Platypharodon

## 演化史
从古生物学、形态演化以及分子系统发育的角度，裂腹鱼亚科起源于原始的鲃亚科，可能在古近纪到新近纪的某个时期从类鲃鱼类到裂腹鱼类发生了显著变化。
基于分子生物学的角度，则认为包含两个独立起源的类群，先后迁移到青藏高原并适应了高海拔环境。